# Răcaș
Răcaș – wieś w Rumunii, w okręgu Bihor, w gminie Dobrești. W 2011 roku liczyła 85 mieszkańców.